# 索拉林松奖章

索拉林松奖章

索拉林松奖章（英語：Thorarinsson Medal）是國際火山學與地球內部化學協會每四年颁发一次的奖项，用于表彰在火山学领域有突出贡献的科学家。奖项以冰岛地质学家兼火山学家西居尔·索拉林松的名字命名，是该协会颁发的最高级别奖项。

## 获奖者名单[2]
- 1987，罗伯特·L·史密斯（Robert L. Smith，美国）
- 1989，乔治·P·L·沃克（英国）
- 1993，汉斯·U·施明克（英语：Hans-Ulrich Schmincke）（德国）
- 1997，理查德·V·费舍尔（英语：Richard Virgil Fisher）（美国）
- 2000，安芸敬一（英语：Keiiti Aki）（美国/法国）
- 2004，韦斯·希尔德雷斯（英语：Wes Hildreth）（美国）
- 2008，罗伯特·史蒂芬·约翰·斯帕克斯（英语：Robert Stephen John Sparks）（英国）
- 2013，巴里·沃伊特（美国）
- 2017，布鲁斯·霍顿（英语：Bruce Houghton）（新西兰/美国）[3]
- 2023，凯瑟琳·卡什曼（英语：Katharine Cashman）（美国）